# Tarcisius Gervazio Ziyaye
Tarcisius Gervazio Ziyaye (* 19. Mai 1949 in Khombe; † 14. Dezember 2020 in Windhoek, Namibia) war ein malawischer Geistlicher und römisch-katholischer Erzbischof von Lilongwe.

## Leben
Tarcisius Gervazio Ziyaye empfing am 14. August 1977 das Sakrament der Priesterweihe.
Am 26. November 1991 ernannte ihn Papst Johannes Paul II. zum Titularbischof von Macon und bestellte ihn zum Weihbischof in Dedza. Der Erzbischof von Blantyre, James Chiona, spendete ihm am 23. Mai 1992 die Bischofsweihe; Mitkonsekratoren waren der Bischof von Dedza, Gervazio Moses Chisendera, und der Bischof von Lilongwe, Matthias A. Chimole.
Am 4. Mai 1993 ernannte ihn Johannes Paul II. zum Koadjutorbischof von Lilongwe. Tarcisius Gervazio Ziyaye wurde am 11. November 1994 in Nachfolge von Matthias A. Chimole, der aus Altersgründen zurücktrat, Bischof von Lilongwe. Am 23. Januar 2001 bestellte ihn Johannes Paul II. zum Erzbischof von Blantyre.
Am 3. Juli 2013 berief ihn Papst Franziskus erneut zum Oberhirten der inzwischen zum Erzbistum erhobenen Diözese Lilongwe.
Tarcisius Gervazio Ziyaye war von 2000 bis 2012 Vorsitzender der Bischofskonferenz von Malawi und von 2008 bis 2014 zudem Vorsitzender der Vereinigung der Bischofskonferenzen Ostafrikas.